# Resan som blev av
Resan som blev av är en show med Galenskaparna och After Shave med premiär 1994.
1994 gav sig Galenskaparna och After Shave ut på Sverigeturné med showen Resan som blev av. Föreställningen innehöll delvis nyskrivet material, men större delen av numren var hämtade ur tidigare produktioner. Resan som blev av hade premiär i Pontushallen i Luleå i slutet av april 1994 och turnerade söder ut under en månad. Turnén avslutades på Olympen i Lund.
I Göteborg spelades showen på Lisebergshallen, där också TV-inspelningen gjordes som visades i SVT på nyårsafton 1994.